# Terence Young
Stewart Terence Herbert Young, född 20 juni 1915 i Shanghai, Kina, död 7 september 1994 i Cannes, Frankrike, var en brittisk filmregissör som är mest känd för att ha regisserat tre av de fyra första filmerna i serien om James Bond: Agent 007 med rätt att döda (1962), Agent 007 ser rött (1963) och Åskbollen (1965).

## Biografi
Terence Young föddes i Shanghai i Kina, där hans far var polischef. Han flyttade till Storbritannien och gick på en privatskola där. Han läste därefter bland annat orientalisk historia vid  St Catharine's College i Cambridge. 
Han ryckte in i Irish Guards (ett regemente i den brittiska armén) och tjänstgjorde i stridsvagn under andra världskriget, där han deltog i Operation Market Garden i Arnhem i Nederländerna.

## Filmkarriär
Young började sin bana inom den brittiska filmbranschen som manusförfattare under 1940-talet. Bland annat bidrog han till Farligt månsken (1941). Han regisserade flera filmer om andra världskriget, bland annat dokumentären Theirs is the glory (1946) och Pansarbrigaden (1950). 
Youngs första uppdrag som filmregissör var Spegelkorridoren (1948) där skådespelaren Christopher Lee gjorde sin debut. 1957 regisserade han den då relativt okände Sean Connery i Öster om Otranto. 
Efter att ha regisserat ett par filmer, började Young samarbeta med Irving Allen och Albert R. Broccoli under 1950-talet, och regisserade bland annat filmen Fallskärmsjägare med Alan Ladd. När Broccoli köpte upp rättigheterna till Ian Flemings romaner om James Bond, valde de Young som regissör.

### Bond / Young
"Terence Young VAR James Bond" skrev Robert Cotton. Young har flera gånger beskrivits som en av förebilderna för James Bond – sofistikerad, med kvinnotycke, iklädd kostymer från Savile Row, snabb i mun, kunnig i vin, och välberest. Lois Maxwell, som spelade Miss Moneypenny i flera James Bond-filmer, menade att ”Terence tog hand om Sean. Han bjöd ut honom på middag, visade honom hur man ska gå, prata och till och med äta. Vissa i filmteamet hävdade att Connery bara gjorde en imitation av Terence Young, men Young och Connery visste att de var på rätt spår.”
Under filmandet av Agent 007 ser rött (1963) drunknade nästan Young och en fotograf när en helikopter kraschade i havet medan de filmade en scen. De räddades och Young återvände till regissörsstolen en halvtimme efter olyckan.
Enligt Young erbjöds han att regissera åtminstone två Bond-filmer till, Ur dödlig synvinkel (1981) och Never Say Never Again (1983), men tackade nej.

### Senare filmer
Youngs främsta filmer är från mitten av 1960-talet och inkluderar Ett lättfärdigt stycke (1965) med Kim Novak), Åskbollen (1965) och Nattens ögon (1967) med Audrey Hepburn). Han skulle aldrig senare nå samma framgångar. Han gjorde några filmer med Charles Bronson, men även med Christopher Plummer och William Holden. Han fortsatte att skriva, och gjorde bland annat Bond-pastischen O.S.S. 117 - Terror i Tokyo (1966). Han regisserade även Djävulens blomma (The Poppy Is Also a Flower, 1966), en thriller om internationell heroinsmuggling, producerad av FN, baserad på en story av Ian Fleming.
Han gjorde flera filmer baserade på Sidney Sheldons romaner och klippte också den irakiska telenovelan The Long Days om Saddam Hussein.
Young regisserade även Laurence Olivier i Inchon (1981) samt Spionen som levde två gånger (1982, med Michael Caine). Olivier och Young hade varit vänner sedan 1943 när Olivier erbjöd Young att regissera filmen Henry V (1944). När Young tackade nej, regisserade Olivier själv.
Young var gift med romanförfattaren Dorothea Bennett. Han avled i en hjärtattack vid 79 års ålder i Cannes.